# Norceca Final Six 2022 (damer)
NORCECA Final Six  2022 utspelade sig mellan 4 och 10 september 2022 i Santo Domingo, Dominikanska republiken. Det var den andra upplagan av tävlingen och sex landslag från NORCECA:s medlemsförbund deltog. Dominikanska republiken vann turneringen för andra gången genom att besegra USA i finalen. Gaila González utsågs till mest värdefulla spelare, medan Brayelin Martínez var främsta poängvinnare

## Arenor
|                                                                    |  |  |
|                                                                    |  |  |
| Palacio del Voleibol Stad: Santo Domingo Kapacitet: - Öppnad: 2003 |  |  |

h

## Regelverk
Tävlingen genomfördes i två omgångar.
- Lagen spelade först ett gruppspel där alla mötte alla.
- De fyra bästa lagen gick vidare till cupspel med semifinaler, final och match om tredjepris. Alla möten avgjordes genom en direkt avgörande match. De två sista lagen i serien spelade om femteplatsen.

### Metod för att bestämma tabellplacering
I gruppspelet gällde att om slutresultatet var 3-0, tilldelades det vinnande laget 5 poäng och det förlorande laget 0 poäng, om slutresultatet var 3-1 var istället fördelningen 4 respektive 1 poäng och om slutresultatet var 3-2 var fördelningen 3 respektive två poäng. Denna poängfördelning skiljde sig från de poängfördelning som brukar användas där ett lag som mest kan få tre poäng och poängfördelningen är densamma för segrar med 3-0 och 3-1 i set. Placeringen i gruppen bestämdes av i tur och ordning:
- Antal vunna matcher
- Poäng
- Kvot vunna/förlorade set
- Kvot vunna/förlorade bollpoäng
- Inbördes möte

## Deltagande lag
| Lag                     | Deltog senast                |
| ----------------------- | ---------------------------- |
| Kanada                  | Dominikanska republiken 2021 |
| Kuba                    | Dominikanska republiken 2021 |
| Mexiko                  | Dominikanska republiken 2021 |
| Puerto Rico             | Dominikanska republiken 2021 |
| Dominikanska republiken | Dominikanska republiken 2021 |
| USA                     | Dominikanska republiken 2021 |

## Turneringen

### Resultat
| 4 september 2022 Palacio del Voleibol, Santo Domingo Speltid: 1:22 - Åskådare: 600   | Puerto Rico             | 3 - 0 | Kanada                  | 25-18, 25-15, 25-18               |
| 4 september 2022 Palacio del Voleibol, Santo Domingo Speltid: 1:24 - Åskådare: 1 400 | USA                     | 3 - 0 | Mexiko                  | 25-19, 25-21, 25-18               |
| 4 september 2022 Palacio del Voleibol, Santo Domingo Speltid: 1:11 - Åskådare: 2 500 | Dominikanska republiken | 3 - 0 | Kuba                    | 25-19, 25-17, 25-18               |
| 5 september 2022 Palacio del Voleibol, Santo Domingo Speltid: 1:21 - Åskådare: 300   | Kuba                    | 3 - 0 | Kanada                  | 25-15, 25-18, 25-21               |
| 5 september 2022 Palacio del Voleibol, Santo Domingo Speltid: 2:08 - Åskådare: 200   | Puerto Rico             | 3 - 1 | USA                     | 25-22, 28-26, 21-25, 25-20        |
| 5 september 2022 Palacio del Voleibol, Santo Domingo Speltid: 1:10 - Åskådare: 2 500 | Mexiko                  | 3 - 0 | Dominikanska republiken | 20-25, 16-25, 12-25               |
| 6 september 2022 Palacio del Voleibol, Santo Domingo Speltid: 1:58 - Åskådare: 300   | Mexiko                  | 3 - 2 | Kuba                    | 19-25, 25-23, 25-20, 17-25, 15-11 |
| 6 september 2022 Palacio del Voleibol, Santo Domingo Speltid: 1:24 - Åskådare: 600   | USA                     | 3 - 0 | Kanada                  | 25-19, 25-22, 25-22               |
| 6 september 2022 Palacio del Voleibol, Santo Domingo Speltid: 1:22 - Åskådare: 3 000 | Dominikanska republiken | 3 - 0 | Puerto Rico             | 25-11, 25-22, 25-17               |
| 7 september 2022 Palacio del Voleibol, Santo Domingo Speltid: 1:15 - Åskådare: 300   | Mexiko                  | 0 - 3 | Puerto Rico             | 20-25, 20-25, 8-25                |
| 7 september 2022 Palacio del Voleibol, Santo Domingo Speltid: 1:17 - Åskådare: 400   | USA                     | 3 - 0 | Kuba                    | 25-18, 27-25, 25-17               |
| 7 september 2022 Palacio del Voleibol, Santo Domingo Speltid: 1:16 - Åskådare: 2 000 | Dominikanska republiken | 3 - 0 | Kanada                  | 25-17, 25-13, 25-15               |
| 8 september 2022 Palacio del Voleibol, Santo Domingo Speltid: 2:22 - Åskådare: 300   | Puerto Rico             | 3 - 0 | Kuba                    | 23-25, 27-25, 22-25, 25-22, 13-15 |
| 8 september 2022 Palacio del Voleibol, Santo Domingo Speltid: 2:01 - Åskådare: 3 000 | Kanada                  | 3 - 0 | Mexiko                  | 25-22, 25-22, 21-25, 27-25        |
| 8 september 2022 Palacio del Voleibol, Santo Domingo Speltid: 1:26 - Åskådare: 4 000 | Dominikanska republiken | 3 - 0 | USA                     | 25-19, 25-17, 25-19               |

### Sluttabell
| Pos. | Lag                     | Pt | S | V | P | VS | FS | Kvot  | VP  | FP  | Kvot  |
| ---- | ----------------------- | -- | - | - | - | -- | -- | ----- | --- | --- | ----- |
| 1.   | Dominikanska republiken | 25 | 5 | 5 | 0 | 15 | 0  | MAX   | 375 | 252 | 1,488 |
| 2.   | USA                     | 16 | 5 | 3 | 2 | 11 | 7  | 1,571 | 409 | 379 | 1,079 |
| 3.   | Puerto Rico             | 16 | 5 | 3 | 2 | 10 | 6  | 1,666 | 375 | 355 | 1,056 |
| 4.   | Kuba                    | 10 | 5 | 2 | 3 | 8  | 11 | 0,727 | 405 | 417 | 0,971 |
| 5.   | Mexiko                  | 4  | 5 | 1 | 4 | 4  | 14 | 0,285 | 349 | 427 | 0,817 |
| 6.   | Kanada                  | 4  | 5 | 1 | 4 | 3  | 13 | 0,230 | 311 | 394 | 0,789 |

      Kvalificerade för semifinal.
      Vidare till spel om femteplats

### Slutspelsrundan

#### Spelschema
|  | Semifinaler | Semifinaler             | Semifinaler |     |   | Final                   | Final               | Final               |  |
|  |             |                         |             |     |   |                         |                     |                     |  |
|  | 1           | Dominikanska republiken | 3           |     |   |                         |                     |                     |  |
|  | 1           | Dominikanska republiken | 3           |     |   |                         |                     |                     |  |
|  | 4           | Kuba                    | 0           |     |   |                         |                     |                     |  |
|  | 4           | Kuba                    | 0           |     | 1 | Dominikanska republiken | 3                   |                     |  |
|  |             |                         |             |     | 1 | Dominikanska republiken | 3                   |                     |  |
|  |             |                         | 2           | USA | 0 |                         |                     |                     |  |
|  | 2           | USA                     | 2           | USA | 0 | 3                       |                     |                     |  |
|  | 2           | USA                     |             |     |   | 3                       |                     |                     |  |
|  | 3           | Puerto Rico             | 1           |     |   | Match om tredjepris     | Match om tredjepris | Match om tredjepris |  |
|  | 3           | Puerto Rico             | 1           |     |   |                         |                     |                     |  |
|  |             |                         |             |     |   |                         |                     |                     |  |
|  |             |                         |             |     |   | 3                       | Puerto Rico         | 3                   |  |
|  |             |                         |             |     |   | 3                       | Puerto Rico         | 3                   |  |
|  |             |                         |             |     |   | 4                       | Kuba                | 0                   |  |

##### Semifinaler
| 9 september 2022 Palacio del Voleibol, Santo Domingo Speltid: 2:29 - Åskådare: 2 000 | Puerto Rico             | 1 - 3 | USA  | 28-30, 28-26, 22-25, 24-26 |
| 9 september 2022 Palacio del Voleibol, Santo Domingo Speltid: 1:13 - Åskådare: 3 000 | Dominikanska republiken | 3 - 0 | Kuba | 25-20, 25-13, 25-16        |

#### Match om femteplats
| 9 september 2022 Palacio del Voleibol, Santo Domingo Speltid: 2:27 - Åskådare: 200 | Mexiko | 2 - 3 | Kanada | 25-23, 23-25, 19-25, 25-15, 14-16 |

##### Match om tredjepris
| 10 september 2022 Palacio del Voleibol, Santo Domingo Speltid: 1:25 - Åskådare: 4 000 | Puerto Rico | 3 - 0 | Kuba | 25-16, 25-18, 25-18 |

##### Final
| 10 september 2022 Palacio del Voleibol, Santo Domingo Speltid: 1:33 - Åskådare: 5 000 | USA | 0 - 3 | Dominikanska republiken | 21-25, 13-25, 24-26 |

## Slutplaceringar
| Pos | Lag                     |
| --- | ----------------------- |
|     | Dominikanska republiken |
|     | USA                     |
|     | Puerto Rico             |
| 4.  | Kuba                    |
| 5.  | Kanada                  |
| 6.  | Mexiko                  |

## Individuella utmärkelser[3]
| Utmärkelse              | Namn              | Lag                     |
| ----------------------- | ----------------- | ----------------------- |
| Mest värdefulla spelare | Gaila González    | Dominikanska republiken |
| Bästa poängvinnare      | Brayelin Martínez | Dominikanska republiken |
| Bästa servare           | Gaila González    | Dominikanska republiken |
| Bästa försvarare        | Shara Venegas     | Puerto Rico             |
| Bästa mottagare         | Yonkaira Peña     | Dominikanska republiken |
| Bästa passare           | Niverka Marte     | Dominikanska republiken |
| Bästa högerspiker       | Gaila González    | Dominikanska republiken |
| Bästa vänsterspiker     | Brayelin Martínez | Dominikanska republiken |
| Bästa vänsterspiker     | Yonkaira Peña     | Dominikanska republiken |
| Bästa center            | Neira Ortiz       | Puerto Rico             |
| Bästa center            | Cándida Arias     | Dominikanska republiken |
| Bästa libero            | Shara Venegas     | Puerto Rico             |